# Chāpeshlū
Chāpeshlū (persiska: چاپشلو) är en ort i Iran.   Den ligger i provinsen Khorasan, i den nordöstra delen av landet, 700 km öster om huvudstaden Teheran. Chāpeshlū ligger 647 meter över havet och antalet invånare är 2 247.
Terrängen runt Chāpeshlū är kuperad västerut, men österut är den platt.Runt Chāpeshlū är det ganska glesbefolkat, med 28 invånare per kvadratkilometer. Chāpeshlū är det största samhället i trakten. Omgivningarna runt Chāpeshlū är i huvudsak ett öppet busklandskap.